# Prochiloneurus rex
Prochiloneurus rex är en stekelart som först beskrevs av Girault 1920.  Prochiloneurus rex ingår i släktet Prochiloneurus och familjen sköldlussteklar. Inga underarter finns listade i Catalogue of Life.